# Pinguicula vallis-regiae
Pinguicula vallis-regiae är en tätörtsväxtart som beskrevs av F.Conti och Peruzzi. Pinguicula vallis-regiae ingår i släktet tätörter, och familjen tätörtsväxter. Inga underarter finns listade i Catalogue of Life.